# 2077 Kiangsu
2077 Kiangsu је Марсов тројански астероид чија средња удаљеност од Сунца износи 2,327 астрономских јединица (АЈ).
Апсолутна магнитуда астероида је 14,1.